# Québecor
Québecor ou Quebecor Inc  est une entreprise québécoise fondée en 1965 par Pierre Péladeau.
Elle est présente dans les médias (Journal de Montréal, Journal de Québec, Groupe TVA), dans la télécommunication (Videotron, Fizz, Vmedia, Freedom Mobile), dans l'édition (Éditions CEC, Groupe Sogides), dans le sport (Armada de Blainville-Boisbriand, Remparts de Québec) et l'animation (Théâtre Capitole, Centre Videotron).
Quebecor est contrôlée majoritairement par la famille Péladeau. Son dirigeant est Pierre Karl Péladeau.
Son siège social est situé à Montréal, au Québec.

## Description

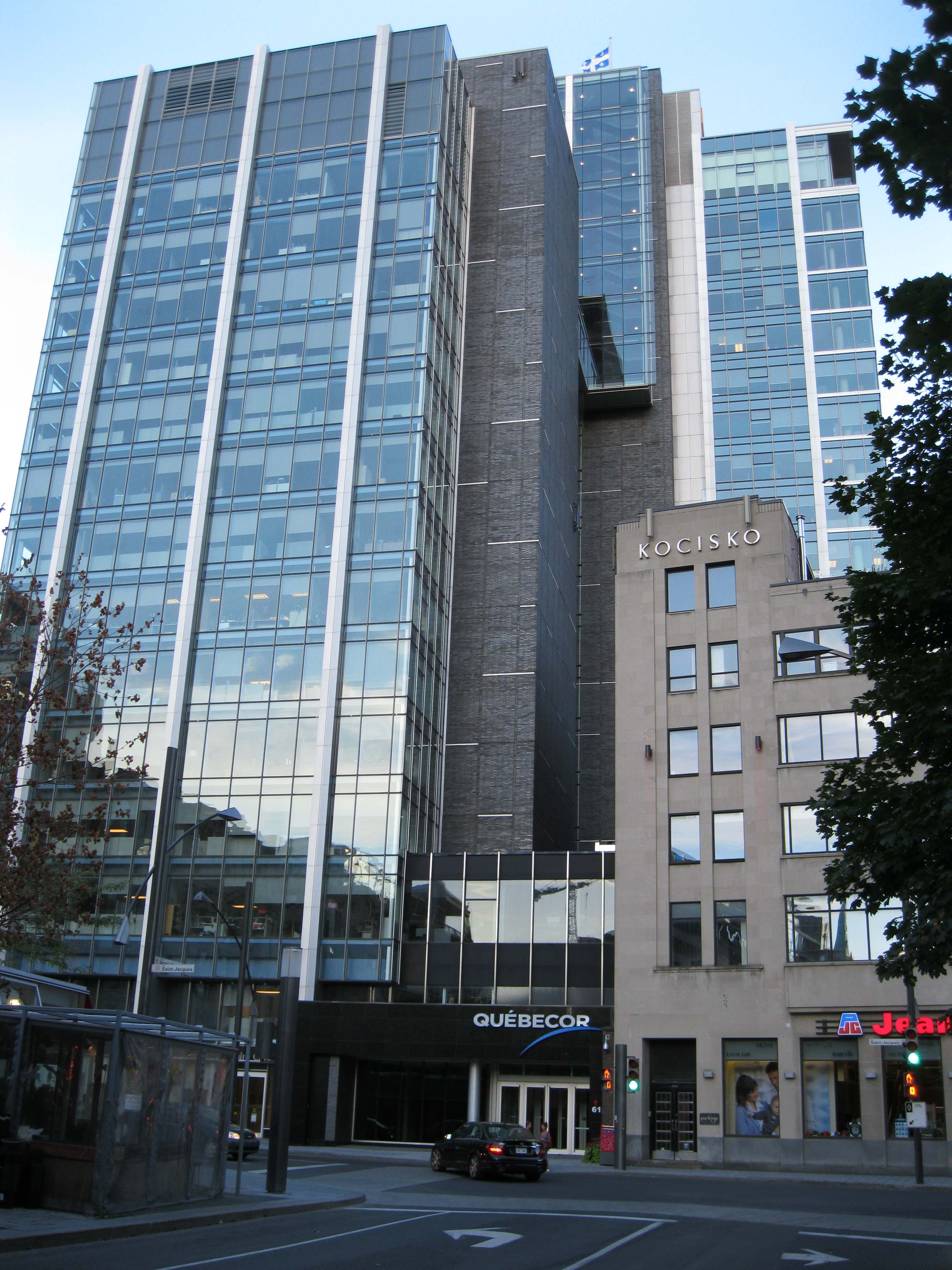
Siège social de Québecor
rue Saint-Jacques, Montréal

Les activités de ce conglomérat se retrouvent dans sa filiale Québecor Média, constituée d'un ensemble d'entreprises dont les services portent sur les communications de masse : journaux, livres, magazines, télévision par câble, télévision, radio, Internet, etc.

## Historique
Fondée par Pierre Péladeau en 1965, l'entreprise exerce dans le domaine de l'impression commerciale.
Le fondateur de Québecor, Pierre Péladeau, achète son premier journal de quartier en 1950 en empruntant 1 500 $ CA de sa mère. Cet achat s'avère un succès considérable, avec la tenue du premier concours Miss Rosemont. Par la suite, Pierre Péladeau fonde son premier journal en 1964, avec la création du Journal de Montréal, qui paraît pour la première fois le 15 juin 1964. En 1965, l’entreprise Québecor est fondée, ayant pour but de regrouper toutes les propriétés dans le domaine médiatique[source insuffisante]. L’entreprise sera dirigée par Pierre Péladeau pendant plus de 30 ans jusqu'à sa mort en 1997.
En février 1987, Québecor acquiert la papetière Donohue, mise en vente par le gouvernement libéral provincial de Robert Bourassa dans une volonté de privatisation au milieu des années 1980. Devenant ainsi autonome en matière de papier, Québecor propulse dès lors son ascension comme groupe d’imprimerie.
Pierre Karl Péladeau assume seul la direction du groupe en 1999. En mars 2003, il annonce sa démission en tant que président et chef de la direction. Il est remplacé à ce poste par Robert Dépatie. Pierre Karl Péladeau reste chez Québecor comme vice-président du conseil et président du conseil des filiales Québecor Média et Groupe TVA.
Robert Dépatie sera a la tête du groupe pendant dix ans avant de démissionner pour des raisons de santé. Il sera remplacé par Pierre Dion ancien président du groupe TVA.
En 2017, Pierre Karl Péladeau reprend le contrôle du groupe[source insuffisante]. Depuis la mort de Pierre Péladeau en 1997, la croissance de l’entreprise aura été considérable : en 2019, la compagnie figure parmi les 15 plus grosses entreprises du Québec, avec 9 900 employés selon une liste réalisée par le média Les Affaires.
Avec l’évolution des canaux de communication dont la télévision, puis par la suite les médias en ligne et les médias sociaux, développés à partir d’internet, ainsi qu’une industrie médiatique évoluant dans un contexte dans lequel les auditeurs sont davantage vus comme des consommateurs. Dans cette approche des pratiques de couvertures médiatiques correspondant aux logiques propres au journalisme hippique (définissant un cadrage journalistique à travers lequel les instances médiatiques se retrouvent dans une situation compétitive extrême), le groupe Québecor se développe en exécutant plusieurs acquisitions dont celle du groupe Vidéotron en l’an 2000 grâce à un accord convenu avec la Caisse des Dépôts et des placements du Québec.
En 2013, le groupe effectue le rachat de Gestev, une entreprise spécialisée dans la gestion d’évènements culturels et sportifs[source insuffisante], marquant l’introduction de Quebecor dans un marché qui lui était autrefois étranger. Dans un communiqué de presse publié le 17 novembre 2014, la compagnie annonce l’acquisition de 15 magazines de la compagnie TC Transcontinental dans le cadre d’une transaction annoncée à une valeur de 55,5 millions de dollars[source insuffisante]. Cette stratégie d’acquisition s’inscrit dans une stratégie d’intégration verticale et horizontale, de convergence de ses processus productifs afin d’offrir une sphère davantage rationalisée dans la presse québécoise.

## Principaux actionnaires
Au 20 mars 2020.
| Mackenzie Financial                    | 10,6% |
| RBC Global Asset Management            | 9,73% |
| Beutel, Goodman & Co                   | 7,30% |
| BMO Asset Management                   | 3,60% |
| Caisse de dépôt et placement du Québec | 3,14% |
| Fidelity (Canada) Asset Management     | 2,86% |
| CIBC Asset Management                  | 2,69% |
| CI Investments                         | 2,68% |
| TD Asset Management                    | 2,51% |
| Manulife Investment Management         | 2,49% |

## Informations économiques
L'entreprise opère via plusieurs filiales :
- Vidéotron (câblodistribution)
- Le SuperClub Vidéotron (club vidéo)
- Groupe TVA (réseau de télévision)
- Canoe.ca (site web d'actualité)
- Les studios MELS (studios de production)
- Quebecor Media Book Group (publication)
- TVA Publishing Inc. (publication)
- Messageries ADP (publication)
- Messageries Dynamique (distribution)
- Gestev (spectacle)

Québecor inc. détenait jusqu'en 2010 les activités d'impression commerciale de Quebecor World.
| logo | nom                    | type         | région                          | langue   |
| ---- | ---------------------- | ------------ | ------------------------------- | -------- |
|      | Le Journal de Montréal | Quotidien    | Montréal et ses environs        | Français |
|      | 24 heures              | Hebdomadaire | Montréal                        | Français |
|      | Le Journal de Québec   | Quotidien    | Ville de Québec et ses environs | Français |

## Produits de Québecor
Sous un aspect économique, la compagnie de câblodistribution possède le fait suivant : « Sur les bénéfices d'exploitation totaux de 354,2 millions engrangés au deuxième trimestre par Quebecor, 264 millions provenaient du secteur des télécoms, essentiellement de Vidéotron ». Encore, Vidéotron agit comme le plus gros compétiteur de Bell. Sur ce point, l’achat de Vidéotron pouvait être différent. En effet, en faisant un retour à l’an 2000, « Rogers » s’apprêtait à acheter Vidéotron, et conséquemment, aurait appartenu à Toronto. Cependant, c’est grâce à « la Caisse de dépôt et placement du Québec » que Québecor a pu acheter Vidéotron et TVA. Notamment, « Michel Nadeau possédait une copie d’un chèque de 2 495 917 245 dollars, signé de sa main à l’époque où il était numéro deux de la Caisse de dépôt et placement du Québec ». Il s’agit de présenter les faits économiques afin de pouvoir comprendre l’état de la communication de ces médias de nos jours.
Même dans un contexte d’affaires, on parlait de nationalisme économique dans les négociations entre Québecor et Vidéotron. C’est-à-dire, les informations suivantes nous permettent de comprendre l’importance que le Québec accorde aux médias, qui touchent la communication. En fait, la Caisse de dépôt et placement du Québec vient en aide à Québecor pour faire l’achat de Vidéotron afin de préserver le pouvoir sur la diffusion des nouvelles, de divertissement, et plus. Ainsi, cet achat a été motivé par la préservation de la langue française à l’opposé de Toronto qui parle majoritairement anglais. De plus, cette entente constitue beaucoup plus qu’une simple entente financière, il s’agit du maintien et de l’influence des valeurs du Québec sur sa population.

## Sport
L'entreprise est entrée dans le sport en 2011, quand la ville annonce que l’amphithéâtre Centre Vidéotron sera géré par Québecor Média, dans le cadre d'un effort visant à ramener une franchise de la Ligue nationale de hockey dans la ville. Elle achète par la suite les Remparts de Québec.
De 2012 à la disparition en 2017, elle parraine l'Équipe cycliste Garneau-Québecor.
Le 9 septembre 2021, une entente entre Québecor et les Lions de Trois-Rivières est conclue pour nommer l'aréna Colisée Vidéotron pour une période de cinq ans.
En mars 2023, le PDG Péladeau achète personnellement les Alouettes de Montréal de la Ligue canadienne de football.

## Critiques et controverses

### Concentration de la presse
Québecor et Péladeau détiennent 77 journaux, 22 magazines et 13 maisons d’édition, dont le Groupe TVA. En fait, la possession de ces compagnies médiatiques vient toucher l’homologie politique qui est le degré sur lequel la structure du champ médiatique épouse la structure du champ politique. Notamment, cela vient créer un pluralisme externe, où chaque média s’annonce à un point de vue politique. Le danger qui vient de la concentration de presse vient toucher deux enjeux, dont le pouvoir ainsi que la liberté de presse.
La concentration médiatique qui entoure Québecor a semé la controverse au Québec. Selon un sondage réalisé par la firme CROP en 2011, bien des Québécois estiment que la concentration de la presse nuit au droit du public à une information de qualité.
Selon une recherche réalisée en 2007, auprès de 385 journalistes travaillant principalement pour Radio-Canada, Gesca et Québecor, la grande majorité des journalistes, tous conglomérats confondus, sont d'avis que la concentration et la convergence dans les conglomérats tels que Québecor nuisent à la qualité, à la diversité et, surtout, à l'intégrité de l'information, qui serait détournée du service public afin de satisfaire des intérêts particuliers.

### Autres controverses
En août 2019, une controverse surgit au sujet de Québecor, lorsque la députée Catherine Dorion qualifie le groupe Québecor de « danger démocratique » à la suite de l'émergence de plusieurs exemples de censures faites vis-à-vis de critiques concernant Québecor et ses membres clefs, notamment Pierre-Karl Péladeau. Elle dénonce en effet une culture d’autocensure au sein de la compagnie. Lorsqu’il est interrogé au sujet de ces censures par la députée, Pierre Karl Péladeau refuse de commenter. Il élaborera tout de même sa position sur cette controverse sur les ondes de radio QUB, dans une émission présentée par Mario Dumont, où il affirmera que « S’il existe une organisation médiatique, offrant une liberté des plus élargies et les points de vue différents, c’est bien Québecor. » Par cette intervention, Péladeau affirme que le groupe fait l’objet d’un fort pluralisme interne, où plusieurs positions politiques sont représentées au sein d’un même groupe médiatique.